# Tim (futebolista)
Elba de Pádua Lima, mais conhecido como Tim (Rifaina, 20 de fevereiro de 1916 — Rio de Janeiro, 7 de julho de 1984), foi um treinador e futebolista brasileiro, que atuou como atacante. É um dos maiores ídolos da história do Fluminense.
Como jogador, Tim era conhecido por seus dribles — "drible fácil e insinuante, só comparável a Garrincha", de acordo com a Folha de S.Paulo — e bom posicionamento. "Em dez anos ao seu lado, nunca vi ele errar", dizia Domingos da Guia. No livro Guia dos Craques, o jornalista Marcelo Duarte definiu-o assim: "Inteligente, ótima colocação em campo, driblador notável, passes imprevisíveis e eficiente goleador."
Já como técnico, chegou a ser considerado o "maior estrategista do futebol brasileiro", segundo a revista Placar. Ele costumava usar uma mesa de futebol de botão para explicar aos jogadores suas táticas. Ele também costumava ser amigo dos jogadores que comandava, o que às vezes prejudicava a disciplina interna, mas em geral lhe garantia o respeito deles. "De Tim, devemos dizer sempre que ele foi um inventor, um estrategista", lembrava o ex-jogador Ademir de Menezes. "Foi ele quem inventou o 'cabeça de área' no futebol brasileiro. Foi ele ainda quem descobriu que o ponta-direita, além de ir à linha de fundo e cruzar, podia fechar em diagonal para dentro do campo e chutar em gol. Podemos também dizer que ele deve ter sido um dos únicos homens do mundo a não ser chamado de louco por falar com botões. Foi um professor, um catedrático do futebol."

## Biografia

### Nascimento e infância
Tim nasceu em 20 de fevereiro de 1916, numa fazenda que pertencia ao município paulista de Rifaina. Ele era filho do ferroviário Vargas Lima, e de Tereza Granato. Quando criança, sua família chamava-o carinhosamente de Ti.
Em 1923, aos sete anos, Elba perdeu o pai. A partir daí, passou a ser criado pela mãe na Vila Tibério, tradicional bairro de Ribeirão Preto, onde Ti descobriria o talento que tinha para jogar futebol.

### O começo da carreira
Foi nas peladas pelas ruas de Ribeirão Preto, que Elba despertou seus dons futebolísticos. Foi nessa época também que o apelido de família, Ti, virou Tim.
Tim começou oficialmente sua carreira no Botafogo de Ribeirão Preto em 1928, aos 12 anos.

### A carreira profissional
Em 1934, após ganhar destaque nas esquipes de base do Botafogo, Tim passou para a equipe profissional. No profissional do Pantera, com seu bom futebol, desbancou o maior craque do time até então, o atacante Piquetote, tornando-se, assim, ídolo da torcida botafoguense.
No ano seguinte, foi vendido para a Portuguesa Santista, pela quantia de quinhentos mil réis, onde sua carreira viria a deslanchar. Com o bom futebol apresentado na Portuguesa Santista, Tim alcançou, em 1936, a Seleção Paulista, onde conquistou o Campeonato Brasileiro de Seleções Estaduais, vencendo o Rio Grande do Sul no Estádio São Januário do Rio de Janeiro 2 a 0, em 2 de agosto.
Em dezembro, chegou à Seleção Brasileira, participando do grupo que foi ao Campeonato Sul-Americano de 1937. Foi nessa competição que ganhou o apelido de El Peón, por "conduzir o time brasileiro como um peão (peón) conduz a sua manada".
Quando retornou ao Brasil, após o Sul-Americano, decidiu ficar perto da família e voltou a defender o Botafogo, mas ficaria apenas pouco mais de quatro meses no time ribeirão-pretano: em abril de 1937, transferiu-se para o Fluminense, quando lhe foram ofertados vinte contos de réis e mais um conto mensal. No Flu, viveria o auge de sua carreira, formando com Romeu Pellicciari "uma das duplas mais famosas do futebol brasileiro", segundo a Folha de S.Paulo. Sua primeira glória no Tricolor carioca foi integrar o time que seria tricampeão estadual em 1936, 1937 e 1938, a partir da segunda conquista.
Tim disputou a Copa do Mundo de 1938, realizada na França, e, depois, voltou ao Rio de Janeiro para ser bicampeão do Campeonato Carioca em 1940 e 1941. AO longo de seus anos defendendo o Fluminense, marcou 71 gols em 226 partidas.
Em 1942, foi disputar a Copa América pela Seleção Brasileira em Buenos Aires, e voltou com o prestígio redobrado, por suas grandes atuações. Nessa competição, o Brasil terminou em terceiro lugar. No total, vestiria a camisa da Seleção em dezesseis partidas.
Em 1944, aposentou-se da Seleção Brasileira, deixando sua vaga para Jair Rosa Pinto. No mesmo ano, transferiu-se para o São Paulo, mas na temporada seguinte voltaria ao Rio de Janeiro, para defender o Olaria até 1947. De lá, foi voltou para o Botafogo de Ribeirão Preto, uma decisão explicada assim ao Diário Popular: "O futebolista no Brasil conta com muita coisa a seu favor, mas tem ainda mais elementos contra. Um deles: a incompreensão do dirigente. Outro: a ingratidão do público. Acho, por isso, que se deve trabalhar para que a situação do 'ás' seja diferente. Ingressando como técnico do Botafogo, tudo farei para levantá-lo e para o bem do futebol de Ribeirão Preto."
Tim encerrou a carreira em 1950, defendendo o Atlético Junior, de Barranquilla, na Colômbia.

### Carreira de técnico-jogador
Em 1947, chegou a jogar e treinar, ao mesmo tempo, a equipe do Olaria. A ocupação do cargo de técnico-jogador do time carioca durou até sua saída, quando foi ocupar o mesmo cargo no Botafogo de Ribeirão Preto, ficando no clube de 1948 até 1949.
Em 1950, encerrou sua carreira de jogador, porém logo tornando-se técnico, já em 1951.

### Carreira como treinador
Estreou a carreira como técnico em 1951, sucedendo no Bangu a Ondino Vieira, que considerava "seu mestre". Também treinou outras equipes, como Fluminense, Vasco da Gama, Flamengo, Coritiba, Botafogo, San Lorenzo, São José-SP e Inter de Limeira, teve grande momento no Bangu ao levar o clube aotítulo carioca de 1966, o último do clube até hoje, que também quebrou um jejum de 33 anos na época.
No San Lorenzo de Almagro, Tim foi campeão argentino invicto em 1968 — o primeiro título invicto de um clube argentino na era do profissionalismo.
No Coritiba viveu grandes momentos ao conquistar os campeonatos paranaense de 1971 e 1973 e o Torneio do Povo de 1973, até hoje é considerado um dos títulos mais simbólicos da história do clube, que desde então adotou o apelido de campeão do povo.

### Técnico da Seleção Peruana
Em 1981, assumiu a Seleção Peruana, quando esta não vivia um bom momento, e prometeu a classificação para a Copa do Mundo de 1982. Tim reorganizou a equipe e conseguiu garantir a vaga para a Copa, eliminando o Uruguai e a Colômbia.
No Grupo G da Copa do Mundo, Tim dirigiu o Peru nos três jogos que a equipe fez, conquistando dois empates — contra Camarões (0 a 0) e Itália (1 a 1) — e uma derrota — contra a Polônia (5 a 1). Com isso, o Peru foi eliminado ainda na primeira fase, terminando em vigésimo lugar na classificação geral, uma decepção.
Apesar dessa decepção, em entrevista posterior a um jornal peruano, chegou a falar em voltar a trabalhar no país, onde tinha deixado muitos amigos.

### Morte
Tim morreu em 1984, de insuficiência hepática seguida de hemorragia gástrica, menos de três anos após a campanha histórica com a Seleção Peruana nas Eliminatórias da Copa de 1982. Mais de cem pessoas compareceram a seu enterro, no Cemitério de São João Batista, e seu caixão foi coberto com a bandeira do Fluminense. Sua morte causou comoção no Peru, por causa da ainda recente campanha nas Eliminatórias para a Copa do Mundo de 1982.

## Títulos

### Como jogador
Seleção Paulista
- Campeonato Brasileiro de Seleções Estaduais: 1935

Seleção Carioca
- Campeonato Brasileiro de Seleções Estaduais: 1939

Fluminense
- Campeonato Carioca: 1937, 1938, 1940 e 1941
- Torneio Municipal do Rio de Janeiro: 1938
- Torneio Extra: 1941
- Torneio Início do Campeonato Carioca: 1940 e 1941

### Como treinador
Fluminense
- Campeonato Carioca: 1964
- Taça Guanabara: 1966
- Torneio Quadrangular Pará-Guanabara: 1966

Bangu
- International Soccer League: 1960

San Lorenzo
- * Campeonato Argentino: (Campeonato Metropolitano): 1968 (invicto)

Vasco da Gama
- Campeonato Carioca: 1970

Coritiba
- Campeonato Paranaense: 1971, 1973
- Torneio do Povo: 1973

## Campanhas de destaque

### Como jogador
Seleção Brasileira
- Copa do Mundo FIFA: 1938 (3º lugar)
- Campeonato Sul-Americano (atual Copa América): 1942 (3º lugar)

### Como treinador
Seleção Peruana
- Grupo B das Eliminatórias da Copa do Mundo FIFA de 1982: (1º lugar - Classificação à Copa do Mundo)
- Copa do Mundo FIFA: 1982 (20º lugar)